# Francisco Zapata (baloncestista)
Francisco Javier Zapata Pelayo (Zaragoza, 7 de febrero de 1966) más conocido como Paco Zapata, es un exjugador de baloncesto español. Con 2.02 metros de estatura, jugaba en la posición de pívot.

## Trayectoria
Formado en las categorías inferiores del CAI Zaragoza, alcanzó al primer equipo en la temporada 1983/1984. Por aquel entonces el CAI Zaragoza era uno de los grandes equipos de la ACB. Allí formó Zapata con otros grandes jugadores como los hermanos Fernando y José Ángel Arcega, Quique Andreu y Santiago Aldama, entre otros. En su primer año en el primer equipo compaginó jugar en el equipo junior y en el equipo de la ACB, logrando conseguir tanto el título juvenil como la Copa del Rey con el primer equipo. Más tarde volvió a ganar la Copa del Rey y logró un subcampeonato de la Recopa de Europa.
En la temporada 1991-92 dejó el CAI para fichar por el FC Barcelona, donde jugó durante dos años sin conseguir ningún título. Luego fichó por el Festina Andorra, equipo que estaba repleto de viejas glorias como Quique Villalobos o los hermanos José Luis y Toñín Llorente, entre otros. Sin embargo, a los tres años el equipo entró en una crisis de resultados y terminó descendiendo. Zapata aún jugó una temporada más con el Andorra en la liga LEB.
Tras una temporada en el Benfica portugués, regresó a España para jugar en el Club Ourense Baloncesto y, finalmente, en el U.G.T. Aragón de la liga EBA, equipo en el que jugó hasta su retirada en el año 2006, a los cuarenta años de edad.